# Tebing Sari Mulya
Tebing Sari Mulya is een bestuurslaag in het regentschap Ogan Komering Ulu van de provincie Zuid-Sumatra, Indonesië. Tebing Sari Mulya telt 1208 inwoners (volkstelling 2010).